# Аркаул (Подлубовский сельсовет)
Аркаул (баш. Арҡауыл) — упразднённая в 2005 году деревня в Караидельском районе Республики Башкортостан Российской Федерации. Входил на год упразднения в состав Подлубовского сельсовета. Проживали татары (1972).

## География

### Географическое положение
Расстояние (по данным на 1 июля 1972 года) до:
- районного центра (Караидель): 54 км,
- центра сельсовета (Подлубово): 5 км,
- ближайшей ж/д станции (Щучье Озеро): 105 км.

## Топоним
Название происходит от географического термина баш. арҡауыл «хребет» и родового баш. ауыл «деревня».

## История
Исключён из учётных данных согласно Закону Республики Башкортостан от 20 июля 2005 года № 211-з «О внесении изменений в административно-территориальное устройство Республики Башкортостан в связи с образованием, объединением, упразднением и изменением статуса населённых пунктов, переносом административных центров».